# Ненад Јанковић
Ненад Јанковић (Смедеревска Паланка, 1973) био је члан Српског Четничког Покрета, а 1991. године један од оснивача Српске радикалне странке.
Основну и средњу школу завршио у Смедеревској Паланци, а правни факултет у Београду. Био је члан председништва и извршног одбора Нове Демократије-Покрет за Србију . Биран на разним друштвено-политичким, безбедносним и спортским функцијама у земљи и иностранству. Тренутно обавља функцију председавајућег у организацији за сарадњу Србије и БРИКС и председник је Нове Демократије-Покрет за Србију
Играо је у филму Унутра као управник затвора.